# Spaniopus hedqvisti
Spaniopus hedqvisti är en stekelart som beskrevs av Lars Huggert 1976. Spaniopus hedqvisti ingår i släktet Spaniopus och familjen puppglanssteklar.
Artens utbredningsområde är Sverige. Arten är reproducerande i Sverige. Inga underarter finns listade i Catalogue of Life.